# Anton Salvesen
Anton Salvesen detto Tony (24 ottobre 1927 – 24 luglio 1994) è stato uno slittinista norvegese.

## Biografia
Gareggiò per la nazionale norvegese, prendendo parte a competizioni sia nel singolo che nel doppio.
Ottenne il suo più importante risultato conquistando la medaglia d'oro nella prima edizione dei campionati mondiali di Oslo 1955 nel singolo uomini; in quella stessa edizione partecipò anche nel doppio, classificandosi sesto in coppia con Harald Large. A tutt'oggi quella medaglia è l'unica mai ottenuta da un atleta norvegese in una competizione iridata di slittino.
Si ritirò dalle gare a ventotto anni, proprio dopo quella rassegna mondiale, per intraprendere una carriera lavorativa all'estero.

## Palmarès

### Mondiali
- 1 medaglia:
  - 1 oro (singolo a Oslo 1955).